# Wiłkopedzie
Wiłkopedzie (dodatkowa nazwa w j. litewskim Vilkapėdžiai od vilkas = wilk i pėdsakas = trop) – wieś w Polsce położona w województwie podlaskim, w powiecie sejneńskim, w gminie Puńsk na Suwalszczyźnie. Wieś znajduje się na obszarze Pojezierza Wschodniosuwalskiego (Pojezierze Sejneńskie) na północ od jeziora Szejpiszki na terenie Obszaru Chronionego Krajobrazu "Pojezierze Sejneńskie" nad Dziedulką dopływem Marychy.
Wieś leży przy atrakcyjnym czerwonym szlaku rowerowym  ziemi sejneńskiej Rygol – Zaboryszki wiodącym przez pofałdowane, zalesione obszary pojezierza na pograniczu zamieszkanym w dużym stopniu przez Litwinów; na szlaku liczne zabytki architektury litewskiego budownictwa ludowego.
W Wiłkopedziach krzyżują się drogi gminne:
- nr 101714B Wiłkopedzie – Dziedziule – Pełele
- Żwikiele – Wiłkopedzie – Kielczany

Przynależność administracyjna po 1945 roku:
- 1957–1975: województwo białostockie, powiat sejneński
- 1975–1998: województwo suwalskie, gmina Puńsk
- od 1999: województwo podlaskie, powiat sejneński, gmina Puńsk